# Lysimachia azorica
Lysimachia azorica (Вербозілля азорське) — вид трав'янистих рослин з родини первоцвітові (Primulaceae), ендемік Азорських островів.

## Опис
Рослина повзуча, до 20 см у висоту. Листки розташовані навпроти. Квіти жовті. 
Цвітіння — з травня по серпень.
Цей вид має 2n = 30, що робить ймовірним його походження від диплоїда L. nemorum. 

## Поширення
Ендемік Азорських островів (о. Сан-Жорже, Сан-Мігель, Санта-Марія, Фаял, Флорес, Корву, Піку, Грасіоза Терсейра).
Росте у ялівцевих і лаврових лісах, а також на схилах, використовує різні субстрати.

## Галерея

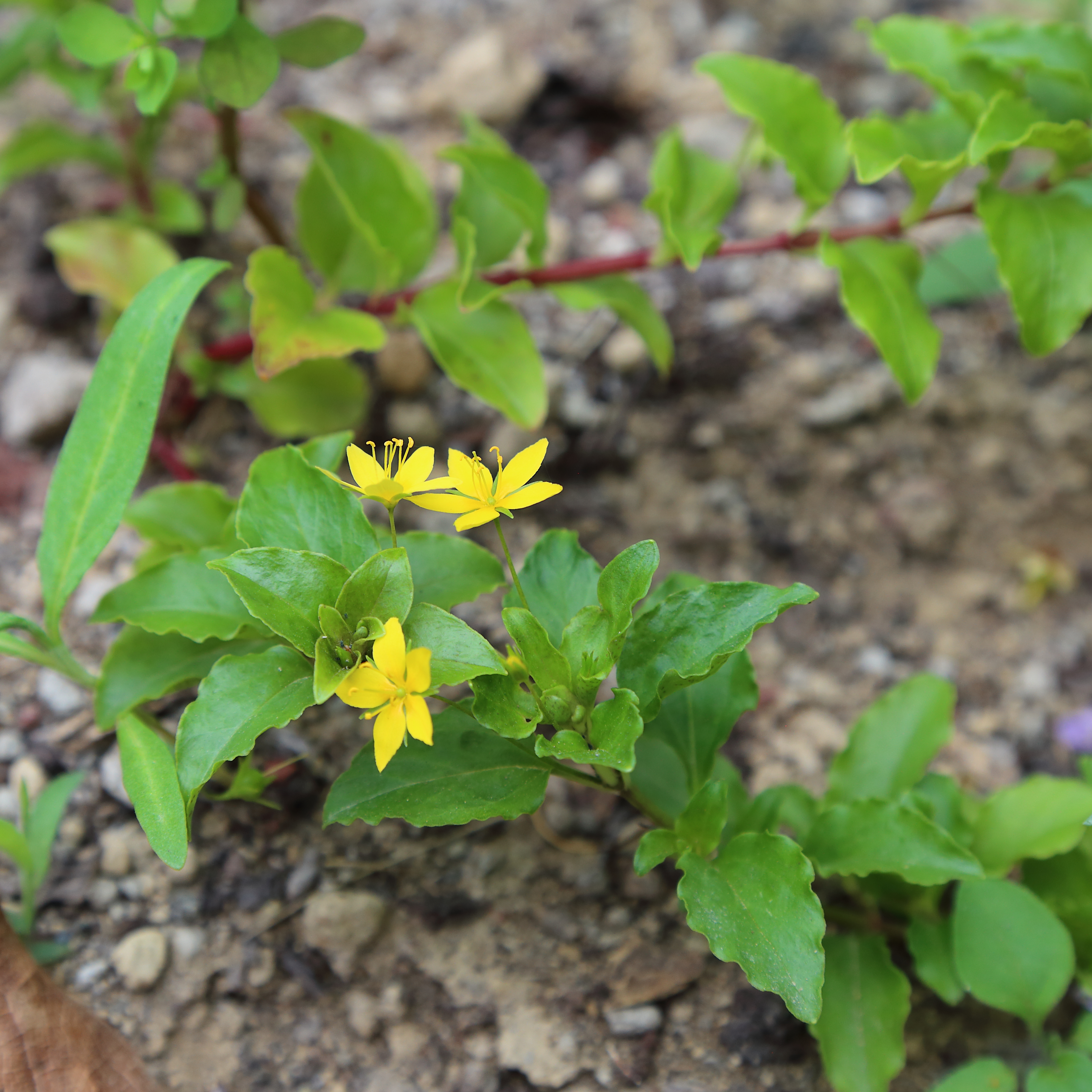